# Vườn quốc gia Cúc Phương

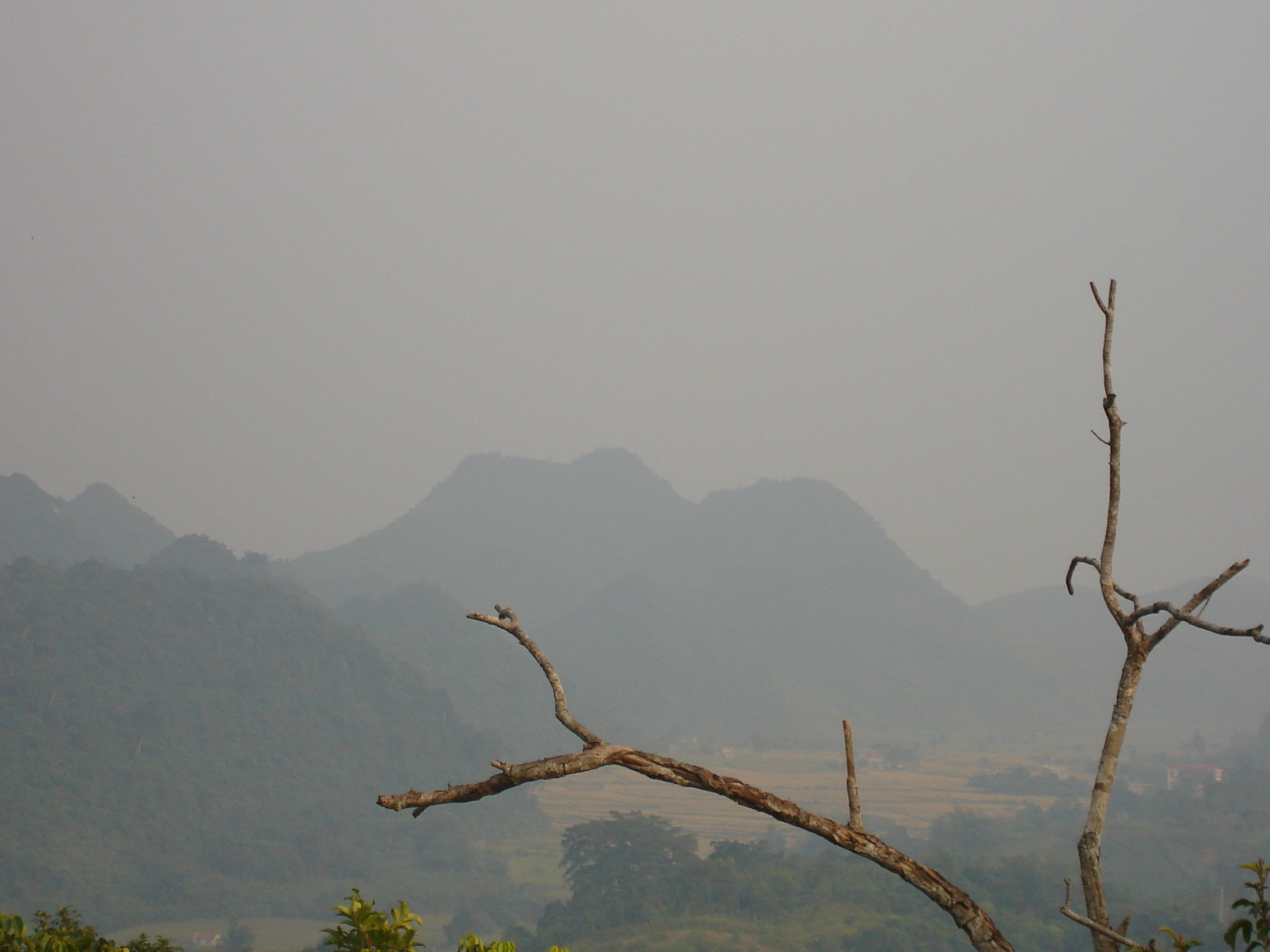
Vườn quốc gia Cúc Phương-Việt Nam được chụp từ trên cao, vào lúc hoàng hôn

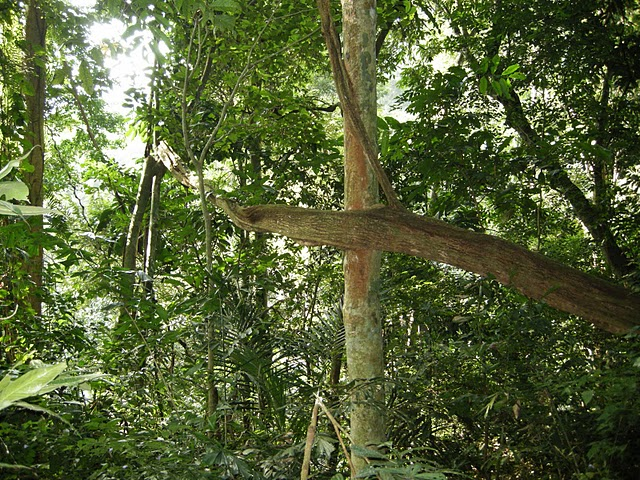
Dây bàm bàm dài 2 km ở Vườn quốc gia Cúc Phương

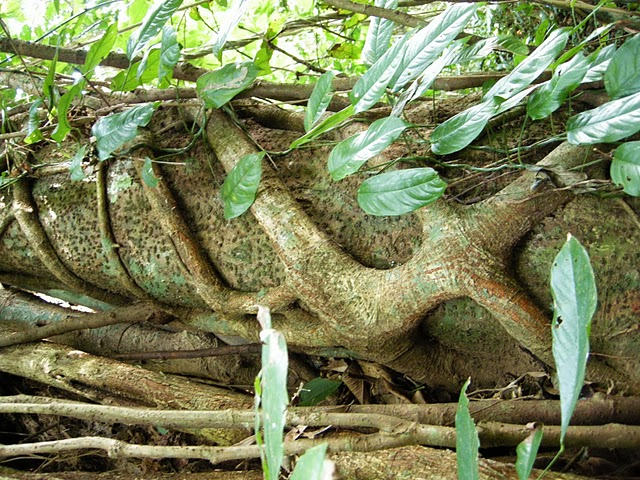
Cạnh tranh sinh học ở Vườn quốc gia Cúc Phương

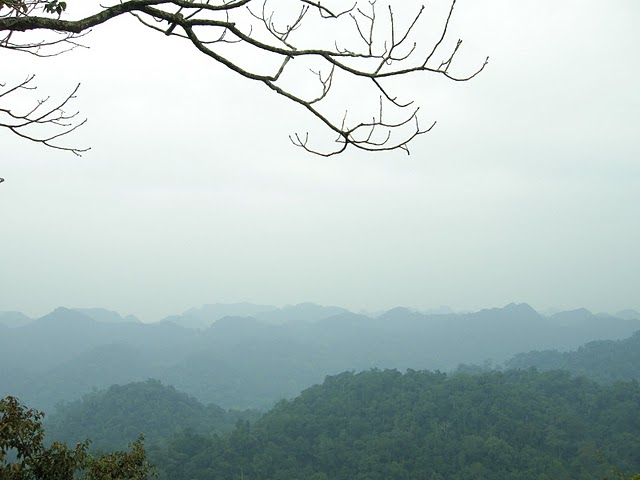
Phong cảnh núi rừng Cúc Phương nhìn từ đỉnh Mây Bạc cao nhất Ninh Bình

Vườn Quốc gia Cúc Phương (hay rừng Cúc Phương) là một khu bảo tồn thiên nhiên, khu rừng đặc dụng nằm trên địa phận ranh giới 3 khu vực Tây Bắc Bộ, đồng bằng sông Hồng và Bắc Trung Bộ thuộc 3 tỉnh: Ninh Bình, Hòa Bình, Thanh Hóa. Vườn quốc gia này có hệ động thực vật phong phú đa dạng mang đặc trưng rừng mưa nhiệt đới. Nhiều loài động thực vật có nguy cơ tuyệt chủng cao được phát hiện và bảo tồn tại đây. Đây cũng là vườn quốc gia đầu tiên tại Việt Nam. Cúc Phương đồng thời là một trung tâm du lịch, nơi đây liên tục được Tổ chức World Travel Awards bầu chọn và vinh danh là Vườn quốc gia hàng đầu châu Á trong 6 năm liên tiếp 2019-2024.

## Lịch sử - Địa lý
Vườn quốc gia Cúc Phương là một địa điểm khảo cổ. Các di vật của người tiền sử có niên đại khoảng 12.000 năm đã được phát hiện như mồ mả, rìu đá, mũi tên đá, dao bằng vỏ sò, dụng cụ xay nghiền... trong một số hang động ở đây chứng tỏ con người đã từng sinh sống tại khu vực này từ 7.000 đến 12.000 năm
Năm 1960, rừng Cúc Phương được công nhận là khu bảo tồn rừng và được thành lập theo Quyết định 72/TTg ngày 7 tháng 7 năm 1962 với diện tích 20.000 ha đánh dấu sự ra đời khu bảo vệ đầu tiên của Việt Nam. Quyết định số 18/QĐ-LN ngày 8 tháng 1 năm 1966 chuyển hạng lâm trường Cúc Phương thành VQG Cúc Phương. Quyết định số 333/QĐ-LN ngày 23 tháng 5 năm 1966 quy định chức năng và trách nhiệm của Ban quản lý rừng. Ngày 9 tháng 8 năm 1986, Cúc Phương được nêu trong danh sách các khu rừng đặc dụng theo Quyết định số 194/CT của Chính phủ Việt Nam với phân hạng quản lý là Vườn quốc gia diện tích 25.000 ha. Luận chứng kinh tế-kỹ thuật của vườn quốc gia được phê duyệt ngày 9 tháng 5 năm 1988 theo Quyết định số 139/CT và Quyết định số 139/CT ngày 09/5/1998 của Chính phủ.
Vườn quốc gia Cúc Phương tổng diện tích là 22.200 ha, bao gồm 11.350 ha thuộc địa giới tỉnh Ninh Bình (hầu hết xã Cúc Phương, một phần xã Kỳ Phú, Văn Phương, Yên Quang của huyện Nho Quan), 5.850 ha thuộc địa giới tỉnh Thanh Hóa (phần lớn núi đá vôi, núi đất, thung lũng các xã Thạch Lâm, Thạch Yên, Thành Mỹ, Thành Yên của huyện Thạch Thành) và 5.000 ha thuộc địa giới tỉnh Hòa Bình (toàn bộ rừng núi đá vôi các xã Lạc Thịnh, Yên Lạc, Phú Lai, Yên Trị, Ngọc Lương của huyện Yên Thủy, xã Yên Nghiệp, Ân Nghĩa thuộc huyện Lạc Sơn). Toạ độ rừng: Từ 20°14' tới 20°24' vĩ bắc, 105°29' tới 105°44' kinh đông.

## Địa hình - Thủy văn
Cúc Phương nằm ở phía Đông Nam của dãy núi Tam Điệp, một dãy núi đá vôi chạy từ Sơn La ở hướng Tây Bắc. Dải núi đá vôi này với ưu thế là kiểu karst tự nhiên, hình thành trong lòng đại dương cách đây khoảng 200 triệu năm. Dãy núi này nhô lên đến độ cao 636 m tạo thành một nét địa hình nổi bật giữa một vùng đồng bằng. Phần dãy núi đá vôi bao quanh vườn quốc gia có chiều dài khoảng 25 km và rộng đến 10 km, ở giữa có một thung lũng chạy dọc gần hết chiều dài của dãy núi. Địa hình karst ảnh hưởng rõ nét đến hệ thống thủy văn của Cúc Phương. Phần lớn nước trong vườn quốc gia bị hệ thống các mạch nước ngầm hút rất nhanh, nước sau đó thường chảy ra ở những khe nhỏ ở hai bên sườn của vườn quốc gia. Do vậy, không có các ao hồ tự nhiên hay các thủy vực tĩnh nằm trong vườn, mà chỉ có một dòng chảy thường xuyên là sông Bưởi. Con sông này nằm ở phía tây của vườn, chảy đổ vào sông Mã. Rừng Cúc Phương còn đóng vai trò bảo vệ đầu nguồn hồ chứa nước Yên Quang. Hồ cung cấp nước cho sinh hoạt và sản xuất nông nghiệp các vùng lân cận.

## Đa dạng sinh học

### Thực vật
Trong đó ngành quyết thực vật có 31 họ, 57 chi, 149 loài; ngành hạt trần có 3 họ, 3 chi và 3 loài; ngành hạt kín có 154 họ, 748 chi và 1588 loài. Với diện tích chỉ bằng 1/700 diện tích miền Bắc và gần 1/1500 diện tích của cả nước nhưng hệ thực vật Vườn quốc gia Cúc Phương chiếm tỷ lệ 76% số họ, 48,6% số chi và 30% số loài miền Bắc và chiếm 68,9% số họ, 43,6% số chi và 24,6% số loài hiện có ở Việt Nam.
Thảm thực vật Cúc Phương với ưu thế là rừng trên núi đá vôi. Rừng có thể hình thành nên nhiều tầng tán đến 5 tầng rõ rệt, trong đó tầng vượt tán đạt đến độ cao trên 40m. Do địa hình dốc, tầng tán thường không liên tục và đôi khi sự phân tầng không rõ ràng. Nhiều cây rất phát triển hệ rễ bạnh vè để đáp ứng với tầng đất mặt thường mỏng. Vườn quốc gia hiện là nơi có nhiều loài cây gỗ lớn như chò xanh, chò chỉ hay đăng , hiện đang được bảo vệ để thu hút du khách tham quan. Đây cũng là nơi phong phú về các cây gỗ và cây thuốc.

Cúc Phương có hệ thực vật phong phú. Hiện nay, các nhà khoa học đã thống kê được gần 2.000 loài thực vật có mạch thuộc 887 chi trong 221 họ thực vật. Các họ giàu loài nhất trong hệ thực vật Cúc Phương là các họ Đại kích, Hòa thảo, Đậu, Thiến thảo, Cúc, Dâu tằm, Nguyệt quế, Cói, Lan và Ô rô . Khu hệ thực vật ở Cúc Phương là tập hợp yếu tố địa lý thực vật bao gồm Trung Quốc-Himalaya, Ấn Độ-Myanmar và Malaysia. Đến nay, đã có 3 loài thực vật có mạch đặc hữu được xác định cho hệ thực vật Cúc Phương là hồ trăn Cúc Phương, mua Cúc Phương và cui Cúc Phương . Vườn quốc gia Cúc Phương cũng được xác định là một trong 7 trung tâm đa dạng thực vật của Việt Nam. Vườn có diện tích 22.000ha, trong đó 3/4 là núi đá vôi cao từ 300 đến 600m so với mặt nước biển. Tại đây có đỉnh Mây Bạc cao 648,2m.
Khí hậu ở Cúc Phương thuộc loại khí hậu nhiệt đới gió mùa, nhiệt độ trung bình năm khoảng 24,7 °C. Địa hình phức tạp, rừng ở dạng nguyên sinh chứa nhiều bí ẩn, và cảnh quan độc đáo. Tại đây có rất nhiều hang động với cảnh quan kỳ thú và ẩn chứa những chứng tích văn hoá lịch sử lâu đời như động Trăng Khuyết, động Chúa, động Thủy Tiên, động Người Xưa, hang Con Moong, động San Hô...
Trong vườn còn có suối nước nóng 38 °C. Hệ thực vật rất phong phú với 1.944 loài thuộc 908 chi và 229 họ. Đặc biệt có cây chò xanh, cây sấu cổ thụ đều trên dưới 1.000 năm tuổi, cao từ 50-70m. Riêng hoa phong lan có tới 50 loài, có loài cho hoa và hương thơm quanh năm. Hiện nay,vườn quốc gia Cúc Phương đã trở thành một trung tâm cung cấp các loài thực vật quý hiếm, có giá trị kinh tế cao phục vụ cho các chương trình trồng rừng trong khu vực và trên cả nước. Nơi đây đã có những khu gây giống tự nhiên đạt kết quả cho các loài chò chỉ, chò xanh, kim giao... Trong tương lai vườn còn xây dựng và mở rộng thêm cơ sở thực nghiệm để cung cấp giống nhiều loài cây thuốc, cây cảnh quý hiếm cho những nơi có nhu cầu.

### Động vật
Rừng Cúc Phương có hệ sinh thái khá phong phú và đa dạng, gồm 97 loài thú (trong đó nổi bật nhất là các loài khỉ châu Á), 137 loài chim, 76 loài bò sát, 46 loài lưỡng cư, 11 loài cá và hàng ngàn loài côn trùng. Nhiều loài nằm trong Sách đỏ Việt Nam.

Cúc Phương là nơi sinh sống của một số quần thể thú quan trọng về mặt bảo tồn, trong đó có loài linh trưởng đang bị đe dọa tuyệt chủng trên toàn cầu ở mức đe dọa cực kỳ nguy cấp là voọc quần đùi trắng và loài sẽ bị nguy cấp trên toàn cầu là Cầy vằn , loài báo hoa mai là loài bị đe dọa ở mức quốc gia. Cúc Phương cũng có hơn 40 loài dơi đã được ghi nhận tại đây.

Đến nay, đã có 313 loài chim được xác định ở Cúc Phương. Cúc Phương nằm tại vị trí tận cùng phía bắc của vùng chim đặc hữu vùng đất thấp Trung Bộ, tuy nhiên, chỉ có một loài có vùng phân bố giới hạn được ghi nhận tại đây là khướu mỏ dài . Cúc Phương được công nhận là một vùng chim quan trọng tại Việt Nam.

Nhiều nhóm sinh vật khác cũng đã được điều tra, nghiên cứu ở Cúc Phương trong đó có ốc. Khoảng 111 loài ốc đã được ghi nhận trong một chuyến điều tra gần đây trong đó có 27 loài đặc hữu. Khu hệ cá trong các hang động ngầm cũng đã được nghiên cứu, ít nhất đã có một loài cá được ghi nhận tại đây là loài đặc hữu đối với vùng núi đá vôi, đó là Cá niết hang Cúc Phương. Cúc Phương đã xác định được 280 loài bướm, 7 loài trong số đó lần đầu tiên được ghi nhận ở Việt Nam tại Cúc Phương vào năm 1998.

## Các điểm du lịch
Vườn quốc gia Cúc Phương là một địa điểm du lịch nổi tiếng về sinh thái, môi trường. Cúc Phương thu hút khoảng vài trăm nghìn lượt khách hàng năm. Du khách đến đây để khám phá hệ động thực vật phong phú, chiêm ngưỡng cảnh quan thiên nhiên đẹp, tham gia các chương trình du lịch sinh thái, nghỉ dưỡng, lửa trại, mạo hiểm, nghiên cứu và văn hóa lịch sử. Trung tâm vườn đặt tại xã Cúc Phương, Nho Quan, Ninh Bình. Trong khuôn viên rừng có một số tuyến điểm du lịch sau:

### Các trung tâm bảo tồn
- Vườn thực vật Cúc Phương: là khu vực được xây dựng nhằm sưu tập gây trồng các loài cây quý hiếm của Cúc Phương, Việt Nam và Thế giới. Đây là một trong ba vườn thực vật tầm cỡ của thế giới theo danh sách được công bố năm 1997.[12] Tuyến đường thăm vườn dễ dàng, với quãng đường đi bộ là 3 km.
- Trung tâm du khách Cúc Phương: được xây dựng do tổ chức AusAid và FFI tài trợ và đây cũng là Trung tâm giáo dục du khách đầu tiên được thành lập ở Đông Dương. Đây là điểm tham quan và cũng là nơi làm thủ tục cần thiết trước khi vào thăm rừng.
- Trung tâm cứu hộ, bảo tồn và phát triển sinh vật: Cứu hộ, bảo tồn và phát triển các loài động thực vật hoang dã quý hiếm đang bị đe dọa nguy cấp ở Việt Nam; nghiên cứu tập tính, sinh lý, sinh sản trong nuôi nhốt các loài động vật hoang dã quý hiếm phục vụ công tác bảo tồn và phát triển; sưu tập, gây trồng bảo tồn nguồn gen và tạo giống các loài thực vật quý hiếm của Việt Nam.
- Trung tâm cứu hộ thú Linh Trưởng Cúc Phương: có nhiệm vụ cứu hộ từng cá thể các loài thú Linh Trưởng quý hiếm (Voọc mông trắng, Voọc Hà Tĩnh, Voọc đen tuyền, Voọc Lào, Voọc Cát Bà, Voọc Chà vá chân xám…) từ tịch thu bắt giữ; thả động vật về với tự nhiên; nghiên cứu về thú Linh Trưởng như việc tìm kiếm thức ăn, tập tính sinh hoạt, môi trường, không gian sống.
  - Chương trình Bảo tồn Thú ăn thịt và Tê tê hoạt động nhằm góp phần bảo tồn quần thể thú ăn thịt và tê tê hoang dã bị đe dọa ở Việt Nam. Chương trình tập trung Cứu hộ những cá thể thú ăn thịt nhỏ và Tê tê từ việc buôn bán động vật hoang dã trái phép; Cải thiện kỹ năng bảo tồn cho kiểm lâm và sinh viên và Điều tra thực địa nhằm tìm hiểu về sự phân bố và sinh thái đối với hai nhóm loài này tại những khu bảo tồn trọng điểm của Việt Nam.
  - Chương trình bảo tồn rùa chăm sóc hơn 600 cá thể của 19 loài trên tổng số 25 loài rùa cạn và rùa nước ngọt của Việt Nam. Đã cho sinh sản thành công 15 loài trong điều kiện nuôi nhốt, đã tiến hành thả hàng trăm cá thể rùa sau khi được cứu hộ và chăm sóc sức khỏe trở lại vùng phân bố của chúng trong tự nhiên. Kết hợp với Chương trình bảo tồn rùa châu Á (ATP), Trung tâm giáo dục thiên nhiên Việt Nam (ENV), hàng năm Chương trình tiến hành tổ chức những khóa tập huấn về lĩnh vực bảo tồn rùa cho các Chi cục kiểm lâm và kỹ năng nghiên cứu thực địa cho sinh viên các trường đại học.[13]
- Bảo tàng Cúc Phương là địa điểm nghiên cứu, tham khảo mẫu vật quan trọng cho học sinh, sinh viên, các chuyên gia về bảo tồn, thực vật, động vật tham quan và học tập. Bảo tàng Cúc Phương có vị trí trong khuôn viên của Vườn Quốc gia Cúc Phương. Bảo tàng đã được xây dựng mới phục vụ công tác lưu trữ và bảo quản mẫu như: côn trùng, bướm, xén tóc, chuồn chuồn, ve sầu, bọ que, chim, các loài thú khác như gấu, báo, khỉ, voọc,... Bảo tàng Cúc Phương đang lưu giữ hơn 50 mẫu khảo cổ học trong đó có mẫu dương bản Bò sát răng phiến có niên đại 230 - 250 triệu năm trước. Bảo tàng Cúc Phương hiện đang lưu giữ 122 mẫu ngâm, 82 mẫu động vật, 2900 mẫu côn trùng các loại, hơn 12.000 mẫu tiêu bản thực vật.

### Các hang động tiền sử

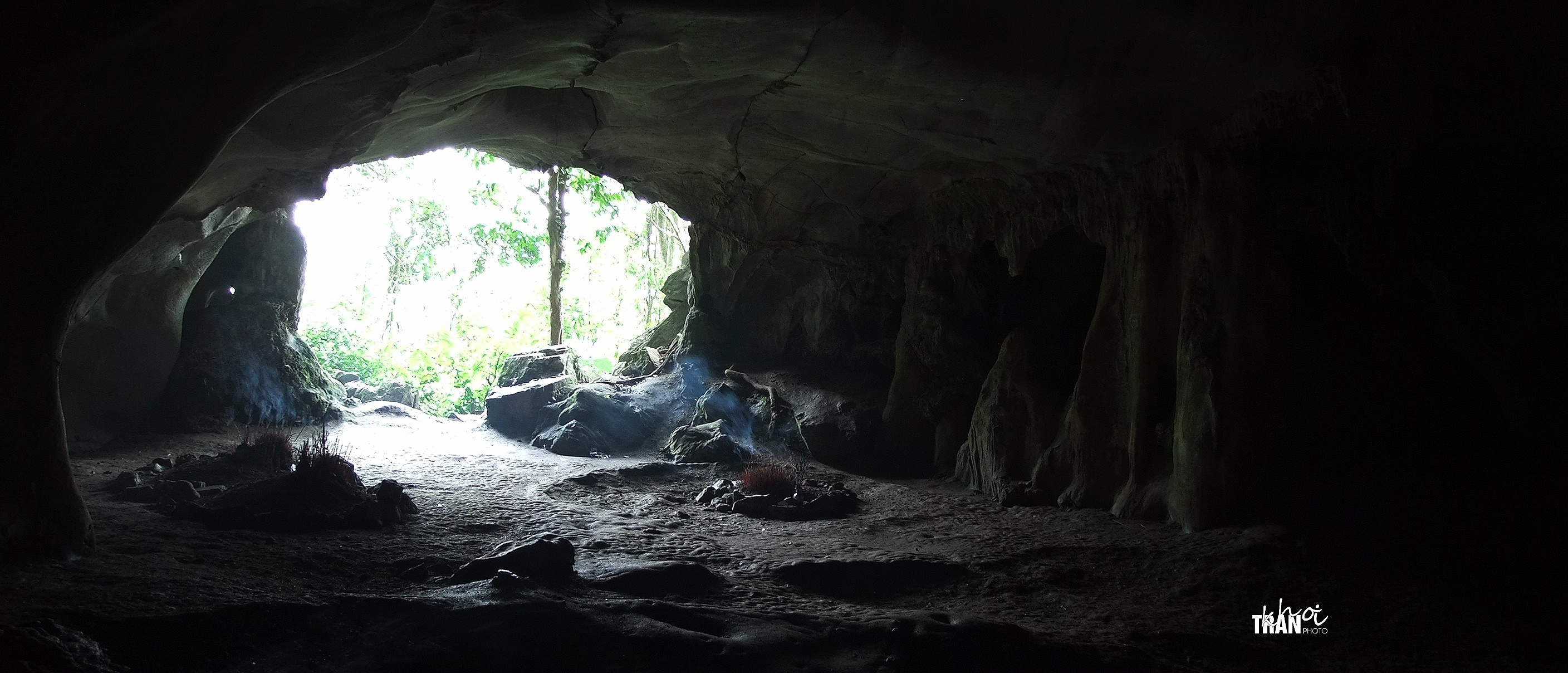

- Động Người Xưa: là một di tích cư trú và mộ táng của người tiền sử, là trang văn hoá độc đáo trong lịch sử phát triển của nhân loại và là một di sản quý giá nằm trong đối tượng bảo vệ của rừng Cúc Phương.
- Hang Con Moong: nằm gần sông suối, khu vực có hệ động vật, thực vật phong phú, đa dạng vì vậy đã được người cổ chọn làm nơi cư trú lâu dài. Hang rộng và dài, có 2 cửa thông nhau. Hang Con Moong có địa tầng văn hoá khá dày, có cấu tạo rất phức tạp, có sự đan xen kế tiếp nhau của đất sét, vỏ nhuyễn thể và các vệt tro than.
- Hang Mang Chiêng: là di tích mộ táng của cư dân thời đại Đá mới có tổ hợp công cụ đá gần với văn hóa Hòa Bình, chứa nhiều hiện vật, di cốt động vật, di cốt người.
- Động Trăng Khuyết nằm sâu trong rừng, từ trong cửa động nhìn ra ngoài là hình trăng khuyết.
- Động Sơn Cung: là hang động nằm trên tuyến tham quan cây chò ngàn năm.
- Động Phò Mã: là hang động đẹp với nhiều nhũ đá tự nhiên. Để vào động phải đi qua hồ Yên Quang 3, vượt qua thung lũng và núi đá.
- Động Thủy Tiên được tạo nên do hoạt động núi đá vôi, có nét đẹp được cho là giống cung vua Thủy Tề với những tiên nữ dưới nước.

### Các cây cổ thụ đặc trưng
- Cây đăng cổ thụ: là một cây đại thụ cao 45m, đường kính tới 5m và có bộ rễ nổi trên mặt đất chạy dài chừng 20m. Từ cổng theo đường ô tô, qua động Người Xưa chừng 2 km, phía bên trái là đường dẫn đến cây đăng cổ thụ dài 3 km. Vượt qua 5 dốc đá, với nhiều quần xã thực vật. Đó là cây bảy lá một hoa (thất diệp nhất chi hoa); là những dây leo thân gỗ đường kính 20–30 cm dài khoảng 100m, chỉ có ở Cúc Phương. Trên đường tới cây đăng có thể quan sát những loài chim quý như nuốc bụng đỏ, gõ kiến đầu đỏ, gà lôi trắng hoặc thú như đon, sóc đen, sóc bụng đỏ, voọc mông trắng...
- Cây chò ngàn năm: là cây đại thụ cao 45m, đường kính 5m và có chu vi hơn 20 người ôm mới hết. Từ trung tâm theo một con đường mòn trong rừng già để đến cây chò. Du khách sẽ gặp trên đường dây leo bàm bàm khổng lồ với đường kính gốc 0,5m, chạy dài 1 km vắt ngang rừng và loài Đa bóp cổ. Hạt đa nảy mầm trên các hốc cây khác. Khi rễ của chúng đã bám đất phát triển rất nhanh, dần bóp chết cây chủ. Du khách còn được chiêm ngưỡng những cây Chò chỉ cao tới 70m, thân thẳng, tròn đều. Thời gian cả đi và về cho tuyến này hết gần 3 tiếng.
- Cây sấu cổ thụ là cây đại thụ cao 45m, hệ thống rễ bạnh vè được phân ra từ thân cây ở độ cao khoảng 10m rồi phát triển chạy dài tới 20m. Trên đường đến Cây sấu, du khách cũng được chiêm ngưỡng những dây leo thân gỗ; những loài Đa bóp cổ; những loài thực vật phụ sinh như tầm gửi, tổ diều, phong lan; các loài chim như gõ kiến đầu đỏ, đuôi cụt bụng vằn...

### Bản người Mường
- Bản người Mường: Từ Trung tâm xuyên qua khu rừng già, thung lũng, vượt đèo dốc với chiều dài chừng 16 km, du khách sẽ tới bản Mường (bản Khanh thuộc xã Ân Nghĩa, huyện Lạc Sơn, tỉnh Hoà Bình). Bản Khanh nằm bên tả ngạn sông Bưởi với những nếp nhà sàn, ruộng bậc thang… Đường đến bản Mường dài và phải qua nhiều dốc cao với thời gian từ 6-8 tiếng, tuyến đi này phải có hướng dẫn viên của Vườn.

### Thiên nhiên Cúc Phương
- Đỉnh mây bạc: là đỉnh núi cao nhất trong rừng Cúc Phương với độ cao 648m. Từ Trung tâm đi khoảng 3 km qua nhiều khu rừng già với nhiều dốc đá. Lên đến đỉnh núi, giữa mây trời du khách có thể ngắm nhìn toàn cảnh rừng và đồng bằng của 4 huyện thuộc 3 tỉnh Ninh Bình, Hoà Bình và Thanh Hoá. Tuyến đường đến Đỉnh mây bạc dài và nhiều dốc đá. Tuyến đi này phải có hướng dẫn viên của Vườn đi cùng. Thời gian đi về khoảng 4 tiếng.
- Hồ Yên Quang: hồ có một đảo nhỏ, trên đó có một ngôi đền cổ. Mặt nước hồ là nơi hội tụ của nhiều loài chim nước. Mặt hồ nước in bóng những vách núi, rừng cây.
- Động Phò Mã: Chặng đường đi bộ vào thăm động Phò Mã từ hồ Yên Quang số 3 dài khoảng 2 km, Du khách phải chuẩn bị giày in thế giới năm 1991 (cùng với vịnh Hạ Long, chùa Hương và Cố đô Hoa Lư)[14]. Hiện tại tỉnh Ninh Bình vẫn tiếp tục hoàn thiện hồ sơ để đề nghị UNESCO công nhận rừng Cúc di sản văn hóa thế giới do tỉnh Thanh Hóa chủ trì, các nhà khoa học cũng đề nghị xét mở rộng phạm vi đối tượng đề cử khác trong bối cảnh tổng thể vườn Cúc Phương.[15]

## Các vấn đề về bảo tồn
Khi thành lập, khu vực Cúc Phương có khoảng 5.000 người sống trong vùng lõi, hiện vẫn còn khoảng 2.000 người sống dọc theo bờ sông Bưởi bên trong vườn. Khoảng trên 50.000 dân sống ở vùng đệm của vườn, phần lớn sống phụ thuộc vào các nguồn tài nguyên bên trong vườn. Lâm sản bị khai thác mạnh nhất là gỗ và củi. Việc thu hoạch ốc, nấm, măng làm thức ăn cũng như việc đi lấy thân chuối làm thức ăn gia súc diễn ra thường xuyên. Hoạt động săn bắn và bán động vật hoang đã làm suy giảm nghiêm trọng số lượng các loài thú, chim và bò sát trong vườn. Một số loài thú lớn như hổ, vượn đen má trắng đã tuyệt chủng ở Cúc Phương do sức ép từ các hoạt động săn bắn và diện tích của vườn là quá nhỏ không đáp ứng được yêu cầu bảo tồn các loài này.
Về khai thác du lịch, một lượng lớn du khách đến Cúc Phương cũng tạo khó khăn với việc quản lý. Hoạt động của vườn lại quá tập trung vào việc phát triển du lịch cũng làm giảm hiệu quả của công tác bảo tồn đa dạng sinh học. Việc xây dựng các hồ nhân tạo trong vườn cũng dẫn đến một số khoảnh rừng bị phát quang và làm thay đổi chế độ thủy văn của vùng.
Hiệp hội động vật học Frankfurt cùng Bộ Lâm nghiệp Việt Nam đã thành lập Trung tâm Cứu hộ Linh trưởng nguy cấp (EPRC) ở Cúc Phương năm 1993 nhằm nuôi nhốt, gây giống và nghiên cứu đối với các loài vượn, cu li và voọc của Việt Nam. EPRC nhận linh trưởng từ các cơ quan nhà nước tịch thu từ những đối tượng buôn bán trái phép động vật hoang dã để chữa trị và chăm sóc tại Trung tâm. Cúc Phương cũng là nơi triển khai Chương trình Bảo tồn thú ăn thịt và Tê tê (CPCP) và Chương trình bảo tồn rùa. Tính đến năm 2004 trại nuôi cầy vằn đã có 28 cá thể, trong số đó 20 con đã ra đời trong trại. Sáu cặp cầy vằn đã được gửi đi Anh để tạo quần thể gây giống và sáu cặp nữa sẽ được gửi sang Mỹ với cùng một dụng ý.
Dự án bảo tồn Cúc Phương (CPCP) đã được Tổ chức Bảo tồn Động Thực vật hoang dã Quốc tế thực hiện từ năm 1996 đến năm 2002. Phối hợp với các tổ chức hữu quan tại Việt Nam, FFI chương trình Việt Nam đã thực hiện dự án do World Bank và GEF tài trợ có tên gọi là "Dự án bảo tồn cảnh quan núi đá vôi Pù Luông-Cúc Phương" đã thực hiện trong giai đoạn 2002-2005 nhằm bảo vệ vùng núi đá vôi cũng như các loài hoang dã sống thông qua việc thành lập một khu bảo vệ mới, tăng cường năng lực cho các đơn vị liên quan. Dự án còn tăng cường hiện trạng bảo tồn các loài voọc mông trắng và kêu gọi, xây dựng sự ủng hộ từ cộng đồng trong công tác bảo tồn vùng núi đá vôi.